# Camponotus darwinii
Camponotus darwinii é uma espécie de inseto do gênero Camponotus, pertencente à família Formicidae.